# Vin santo
Ne pas le confondre avec le Vino santo, un vin produit dans la Valle dei laghi, dans la région du Trentin-Haut-Adige, ni avec le Vinsanto (en un mot) de Santorin.
Le Vin santo (ou vinsanto, « vin saint ») est un vin de dessert toscan. Traditionnels en Toscane, ces vins sont souvent élaborés à partir de cépages blancs tels que le trebbiano et la malvasia, bien que le sangiovese puisse être utilisé pour produire un type rosé appelé Occhio di Pernice ou Œil-de-perdrix. Ils peuvent également être qualifiés de vins de paille car ils sont souvent produits en séchant les raisins fraîchement récoltés sur des nattes de paille dans un endroit chaud et bien aéré de la maison, même si certains producteurs font sécher les raisins en les suspendant à des casiers à l'intérieur. Bien que techniquement un vin de dessert, le Vin santo peut varier en niveaux de douceur de très sec (comme un Fino) à extrêmement doux. Bien que l'on pense que le type est originaire de Toscane, des exemples de Vin santo peuvent être trouvés dans toute l'Italie ; c'est un type de vin autorisé pour plusieurs Denominazione di origine controllata (DOC) et Indicazione Geografica Tipica (IGT),.

## Origines du nom

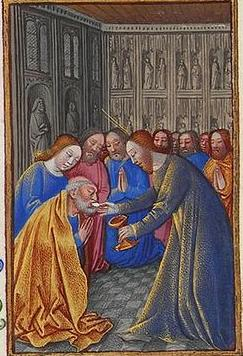
Les Très Riches Heures du duc de Berry, Folio 189v, La communion des Apôtres, Musée Condé, Chantilly.

Bien que la fabrication du vin à partir de raisins secs existe depuis presque aussi longtemps que le vin existe, il existe de nombreuses théories sur la façon dont le nom particulier Vin santo ou « vin sacré » a été associé à ce type de vin en Italie. L'origine la plus probable est l'utilisation historique du vin lors de la messe catholique, où le vin doux est souvent préféré. L'une des premières références à un vin « vinsanto » provient des registres de vente de l'époque de la Renaissance des marchands de vin florentins qui commercialisent largement le vin fort et doux à Rome et ailleurs. Finalement, le terme « vinsanto » est devenu presque un nom générique pour ce type de vin produit ailleurs en Italie. 
Lorsque l'île grecque de Santorin est passée sous la domination de l'Empire ottoman, les Turcs au pouvoir encouragent la production dans l'île d'un vin de dessert doux à base de raisins secs. Au cours des siècles suivants, ce vin devient connu sous le nom de Vinsanto et est largement exporté vers la Russie où il est utilisé lors de l'Eucharistie par l'Église orthodoxe russe.
Une autre hypothèse est que lorsque l'île de Santorin était gouvernée par Venise, les colis envoyés depuis l'île étaient étiquetés « Santo » pour indiquer leur origine, tandis que leur contenu était étiqueté « Vin » ; ainsi serait né le terme « Vinsanto ».
D'autres récits, probablement apocryphes, sur l'origine du nom attribuent son appellation au travail d'un frère franciscain du XIVe siècle de la province de Sienne qui utilisait le vin restant de la messe pour soigner les malades de la peste. La guérison miraculeuse est devenue associée au vin santo ou « saint » et le nom « Vinoanto » serait né,.
Une autre histoire du XVe siècle concerne Jean Bessarion, un patriarche de l'Église grecque orthodoxe orientale. Selon la légende, lors du concile de Bâle-Ferrare-Florence-Rome de 1439, un vin florentin local appelé Vin Pretto (vin pur) a été servi. Après avoir goûté le vin, le cardinal Bessarion l'aurait aimé et aurait remarqué qu'il ressemblait à Xanthos, faisant allusion au célèbre vin de paille de Thrace (bien que certaines sources aient déclaré qu'il décrivait le vin comme Xantho ou « jaune »). Les florentins pensaient avoir entendu le patriarche décrire le vin comme santo et ils ont donc commencé à promouvoir le vin comme un « vin sacré ». Une autre théorie souvent citée pour l'association du nom est la tradition de commencer la fermentation autour de la Toussaint et de mettre le vin en bouteille pendant l'octave de Pâques.

## Méthodes de production

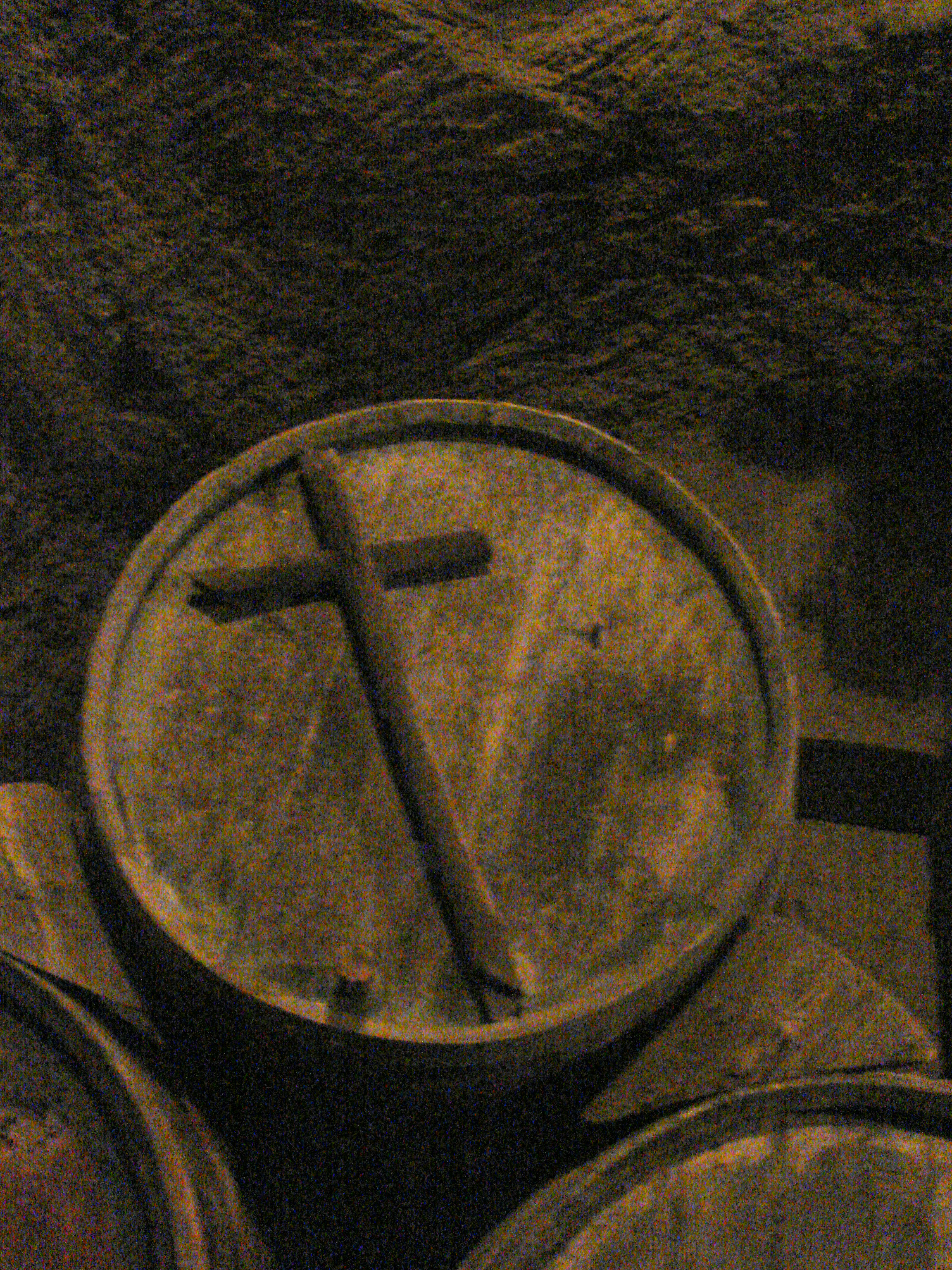
Les fûts utilisés pour le vieillissement du Vin santo sont souvent marqués de la croix chrétienne.

Les raisins destinés au Vin santo, traditionnellement les meilleures grappes et récoltés en septembre ou octobre, sont disposés sur des nattes de paille, souvent sous des chevrons ou des escaliers. Ils sont conservés dans des locaux chauds et bien aérés qui permettent l'évaporation de l'humidité du raisin. Ce processus de dessiccation permet aux sucres du raisin d'être plus concentrés. Plus les raisins se dessèchent longtemps, plus les niveaux de sucre résiduel résultants seront élevés dans le vin. Selon le type de vin souhaité, les raisins peuvent être écrasés et le processus de fermentation commencé après quelques semaines ou pas, avant la fin mars. Les producteurs peuvent utiliser une levure naturelle connue sous le nom de madre, qui comprend une petite quantité de Vin santo de la production des années précédentes : ce vin plus âgé peut aider à démarrer le processus de fermentation et également ajouter de la complexité au vin.
Après la fermentation, les raisins sont vieillis en petits fûts de chêne, les caratelli, de taille variable (généralement entre 15 et 50 litres). Dans de nombreuses régions DOC, les vins doivent vieillir pendant au moins 3 ans, bien qu'il ne soit pas rare que les producteurs vieillissent leurs vins pendant 5 à 10 ans. Traditionnellement, les fûts étaient en châtaignier au lieu du chêne, ce qui contribuait à de grandes quantités de tanins de bois ; le châtaignier est très poreux, ce qui favorisait une évaporation excessive dans le fût. Dans le cadre de ce même style traditionnel de vinification, un grand ouillage ou espace d'air émergeait dans le fût et une réaction d'oxydoréduction se produisait. Cela a donné au vin son ambre caractéristique mais aussi des saveurs et des traits qui peuvent être qualifiés d'altérations du vin. Vers la fin du XXe siècle, de plus en plus de producteurs ont commencé à passer aux fûts de chêne tout en maintenant la tradition de ne pas remplir les fûts et de laisser un espace vide. La part des anges produit toujours un certain niveau d'oxydation, mais moins importante. La technique de vinification moderne nécessite également un meilleur contrôle de la température et la conservation du vin dans des pièces à une température constante qui favorise des saveurs plus fraîches et moins d'altérations. Traditionnellement, les caratelli étaient scellés et généralement situés dans les combles du domaine ou en tout cas dans un grenier car on croyait que les fortes variations de température été-hiver favorisaient la fermentation et/ou les arômes du vin.
Certains producteurs continuent d'utiliser des fûts autres que le chêne, tels que le bois de châtaignier, de genévrier et de cerisier, et peuvent même mélanger des lots de Vin santo vieillis dans différents fûts de bois. Cela permet de donner aux vins plus de complexité, de la même manière que les producteurs de vinaigre de l'Émilie-Romagne utilisent différents types de bois pour ajouter de la complexité à leur vinaigre. En guise de repli, si leurs vins deviennent trop oxydés ou ne se développent pas comme le souhaite le producteur, certains Vin santo peuvent être intentionnellement transformés en vinaigre très recherché sur le marché culinaire.

## Types de vins

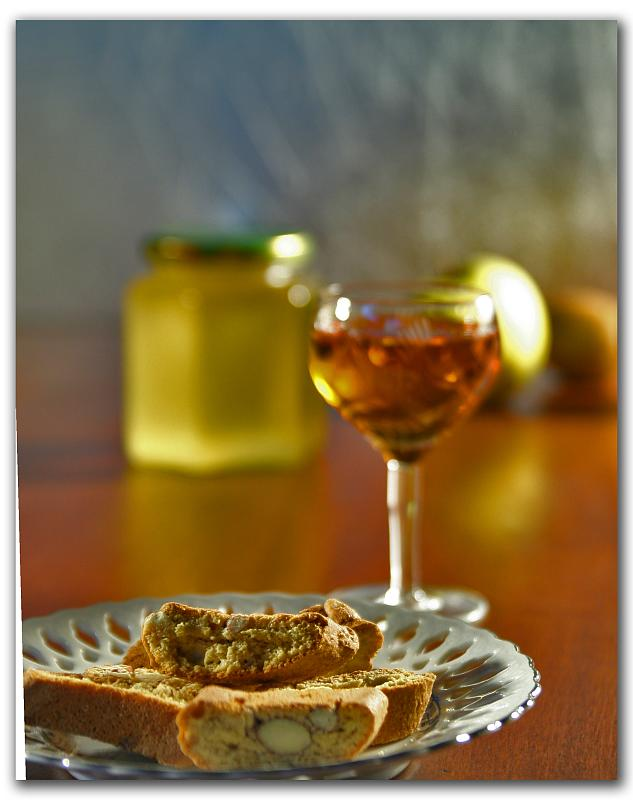
Biscotti et Vin santo.

Les styles, la couleur, la douceur et la qualité du Vin santo peuvent varier considérablement en fonction des cépages et des méthodes de production utilisées pour l'élaborer. Alors que les raisins blancs, comme le trebbiano et la malvasia en Toscane, sont les plus largement utilisés, les cépages rouges (comme le sangiovese) peuvent être utilisés pour produire un vin de type rosé. Lorsque des cépages rouges sont utilisés, le vin est souvent étiqueté comme Occhio di Pernice, qui a sa propre classification DOC dans plusieurs régions d'Italie. Les vins peuvent être élaborés pour s'adapter à n'importe quel type de niveaux de douceur, allant de très sec, presque comme un Fino , à l'extrêmement doux et à égalité avec les vins botrytisés de France et d'Allemagne. Les vins peuvent même être mutés avec de l'alcool de raisin ajouté pendant la fermentation, à l'instar du Porto. Dans ce cas, ils sont généralement étiquetés comme « Vin Santo Liquoroso ».
La couleur du Vin santo peut varier d'un ambre pâle à foncé, jusqu'à l'orange fluo. Les saveurs typiques du Vin santo comprennent souvent des notes de noisette ou de raisin sec avec des attributs de miel et de crème. En Italie, il est traditionnellement servi avec des biscuits de Prato qui peuvent être trempés dans le vin.

## Régions viticoles
Pendant la majeure partie du XXe siècle, le Vin santo était souvent vendu comme vin de table de base en raison des difficultés des autorités italiennes du vin à classer ses nombreux types. Aujourd'hui, la plupart des principales régions viticoles italiennes ont leurs propres DOC pour des vins Vin santo spécifiques produits dans ces régions. Alors que le type est traditionnellement associé à la Toscane, des exemples de toute l'Italie peuvent être trouvés sur le marché international. Dans la région du Trentin-Haut-Adige, un vin de paille séchée à base de cépage nosiola est populairement étiqueté comme Vino Santo. Les vins du Trentin sont généralement moins oxydés que ceux de Toscane du fait que les vins sont régulièrement « remplis » pour éviter un vide important.

### Toscans DOC

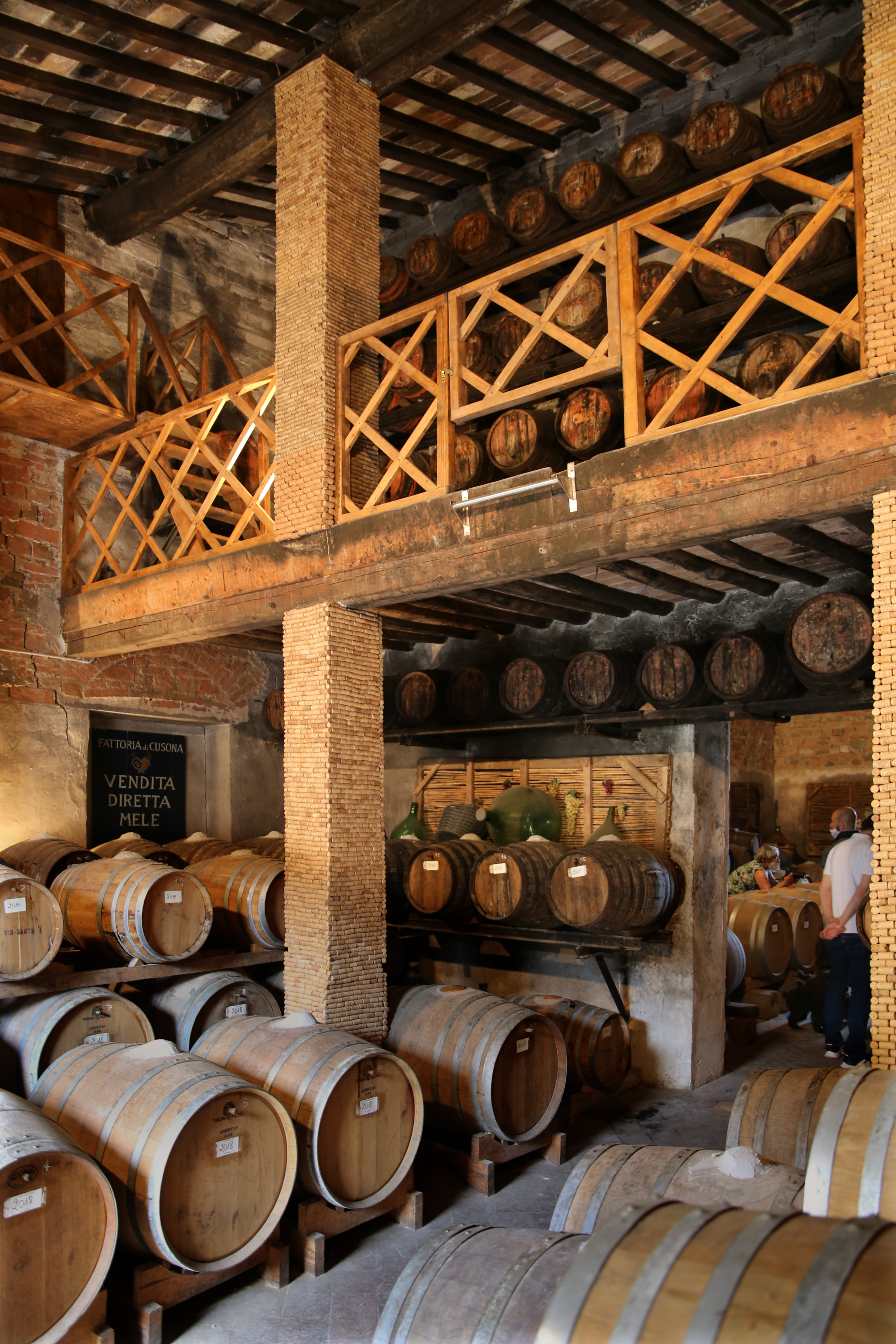
Villa cusona, caves.

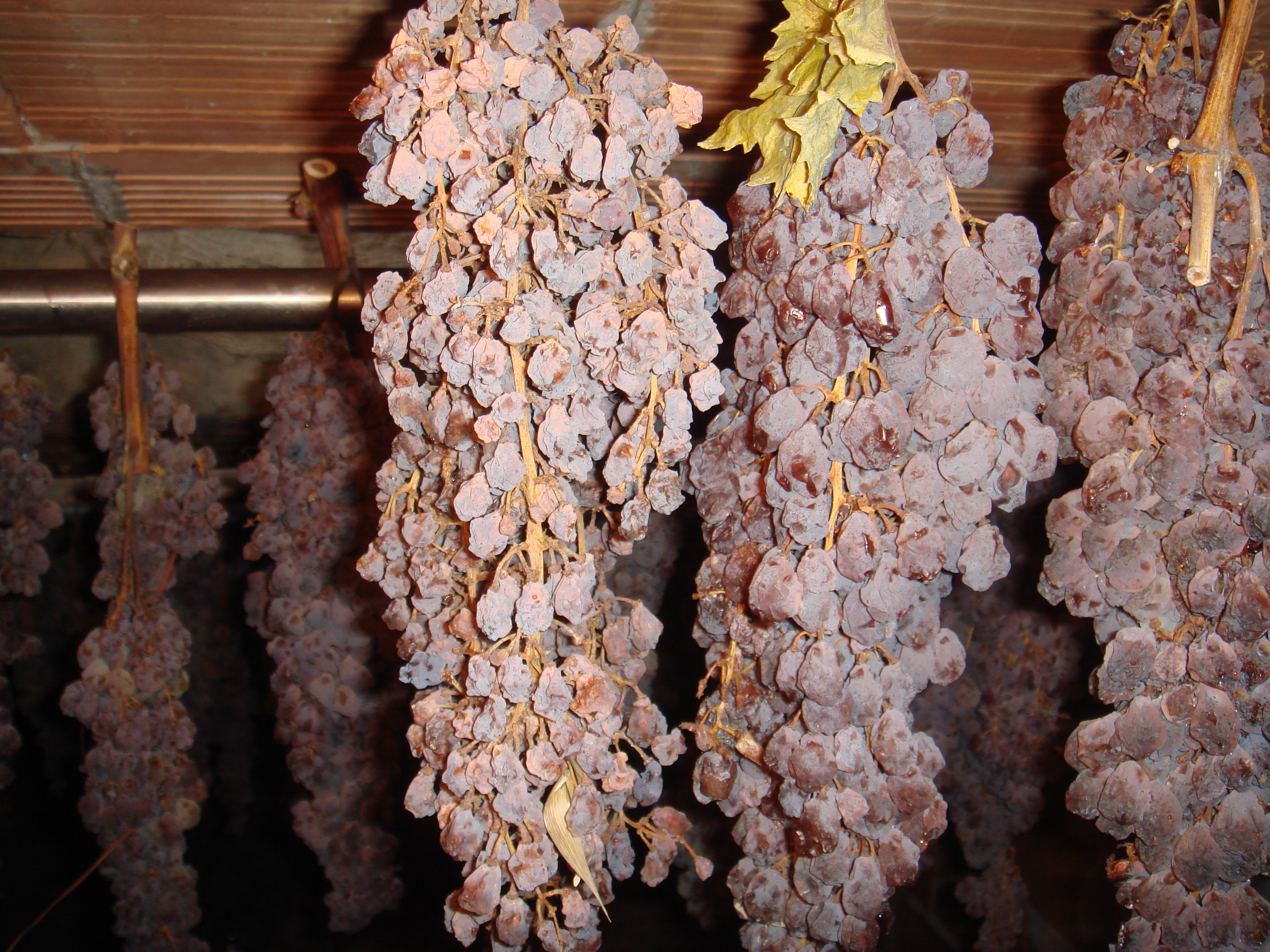
Grappes de trebbiano blanc en train de sécher.

Liste partielle des régions toscanes DOC autorisées à produire un vin de style Vin santo :
- Bianco dell'empolese[9], près de la ville d'Empoli le long du fleuve Arno. Le vin doit avoir un degré d'alcool minimum de 11 % et être composé d'au moins 80 % de trebbiano, avec les 20 % restants composés de cépages blancs locaux. Le vin doit vieillir au moins 3 ans avant de pouvoir être mis sur le marché[10].
- Bianco Pisano di San Torpe DOC, dans les vallées de la province de Pise. Le vin doit avoir une teneur en alcool minimale de 16 % et être composé d'au moins 75 % de trebbiano, avec d'autres cépages locaux rouges et blancs pour les 25 % restants. Le vin doit être vieilli en fûts de bois pendant au moins 4 ans avant sa mise en circulation[10].
- Bianco della Valdinievole DOC, près des villages de Montecatini Terme et Pescia. Le vin doit avoir une teneur en alcool minimale d'au moins 17 % et être composé d'au moins 70 % de trebbiano ; malvasia, canaiolo bianco et vermentino peuvent le composer jusqu'à 25 %, avec d'autres cépages blancs locaux autorisés pour les 5 % restants. Les vins doivent être élevés pendant au moins 3 ans en fûts de bois avant d'être commercialisés[10].
- Cortona DOC, autour de la ville de Cortone près de la frontière avec l'Ombrie. Les types Vin santo et Occhio di Pernice sont autorisés dans cette région DOC. Les vins doivent avoir un degré d'alcool minimum de 11 % avec le Vin santo ordinaire composé d'au moins 85 % de sangiovese, avec d'autres cépages locaux autorisés à compléter les 15 % restants. Le vin doit être âgé d'au moins 3 ans avant sa sortie, les vins âgés d'au moins 4 ans étant autorisés à être étiquetés Riserva. L'Occhio di Pernice doit être composé d'au moins 80 % d'assemblage de sangiovese et malvasia, avec d'autres cépages locaux autorisés à compléter les 20 % restants. Les exigences de vieillissement pour ce type de vin Cortona DOC sont l'une des plus longues de tous les types de Vin santo avec 8 ans de vieillissement requis avant que le vin puisse être mis sur le marché[10].
- Monteregio di Massa Marittima DOC, au nord-ouest de la Toscane, l'une des régions les plus connues de la Toscane pour le Vin santo. Plusieurs types de Vin santo y sont autorisés, y compris Occhio di Pernice et Amabile avec un taux d'alcool minimum de 11 %. Pour le Vin Santo Regulare et Amabile, le vin doit être composé d'au moins 70 % de trebbiano et de malvasia blanc avec d'autres cépages blancs locaux autorisés à compléter les 30 % restants. Le vin doit être âgé d'au moins 3 ans avant sa sortie, les vins âgés d'au moins 4 ans pouvant être étiquetés comme Riserva. Pour l'Occhio di Pernice, le vin doit être composé de 50 à 70 % de sangiovese, de 10 à 50 % de malvasia noire et de pas plus de 30 % d'autres cépages rouges locaux, sans aucun cépage blanc. Le vin doit avoir vieilli au moins 3 ans avant d'être commercialisé[10].
- Montescudaio DOC, autour de Volterra. Les vins doivent avoir un degré d'alcool minimum d'au moins 17 % et être composés de 70 à 85 % de trebbiano, 15 à 30 % d'assemblage de malvasia et de vermentino, avec un maximum de 10 % pour les autres cépages blancs locaux[10].
- Pomino DOC, autour de la commune de Rufina. Les types rouge et blanc sont produits à une variété de degrés de douceur allant de Secco (sec), Amabile (légèrement sucré) à Dolce (très sucré) avec un taux d'alcool minimum de 15,5 %. Les types blancs sont élaborés à partir d'un assemblage de 60 à 80 % de chardonnay et de pinot blanc, jusqu'à 30 % de trebbiano et jusqu'à 15 % d'autres cépages blancs locaux. Les rouges peuvent être composés de 60 à 75 % de sangiovese, 15 à 25 % d'assemblage de canaiolo, de cabernet sauvignon et de cabernet franc, 10 à 25 % de merlot et jusqu'à 15 % d'autres cépages rouges locaux. Ils doivent être vieillis au moins 3 ans en fûts de bois avant d'être commercialisés[10].
- San Gimignano DOC ; les limites de cette DOC chevauchent celles du vin DOCG Vernaccia di San Gimignano. Un Vin santo blanc ordinaire et un Occhio di Pernice sont autorisés avec un taux d'alcool minimum d'au moins 11,5 %. Le Vin santo regulare doit être composé d'au moins 50 % de malvasia, 30 % de trebbiano, jusqu'à 20 % de vernaccia et jusqu'à 10 % d'autres cépages locaux. L'Occhio di Pernice doit être composé de 70 à 100 % de sangiovese avec d'autres cépages rouges locaux autorisés pour les 30 % restants. Les deux types doivent être vieillis pendant au moins 3 ans avant leur sortie[10].
- Sant'Ántimo DOC ; les limites de cette DOC chevauchent celles du vin DOCG Brunello di Montalcino. Les types blanc et Occhio di Pernice sont autorisés avec un taux d'alcool minimum de 11,5 %. Pour les types blancs, un assemblage de trebbiano et malvasia blanc doit composer au moins 70 % du vin avec d'autres cépages blancs locaux autorisés à compléter les 30 % restants. Les types Occhio di Pernice sont composés de 50 à 70 % de sangiovese, de 30 à 50 % de malvasia noire et jusqu'à 20 % d'autres cépages rouges locaux. Les deux types de vins doivent être vieillis pendant au moins 3 ans ; les vins qui ont vieilli au moins 4 ans sont autorisés à s'étiqueter Riserva[10].
- Val d'Arbia DOC ; cette DOC comprend une partie de la zone du Chianti qui s'étend dans la province de Sienne. Le vin doit avoir un degré d'alcool minimum de 17 % et être vieilli au moins 3 ans en fûts de bois. Le vin est composé de 75 à 85 % de trebbiano, de 15 à 25 % de malvasia et jusqu'à 15 % d'autres cépages blancs locaux[10].
- Vin Santo di Montepulciano DOC ; comme le Sant'Ántimo DOC, les limites de ce DOC chevauchent celles de Brunello di Montalcino mais avec des restrictions différentes dans la production du vin. Le Vin santo blanc doit être composé d'un assemblage d'au moins 70 % de grechetto, trebbiano et malvasia avec d'autres cépages blancs locaux autorisés à compléter les 30 % restants. Le vin est ensuite vieilli pendant au moins 3 ans et ceux âgés d'au moins quatre ans peuvent être étiquetés comme Riserva. L'Occhio di Pernice est composé d'au moins 50 % de sangiovese avec d'autres cépages locaux autorisés à compléter le reste de l'assemblage. Le vin est vieilli pendant au moins 8 ans avant d'être mis en vente[11].

### Chianti DOC

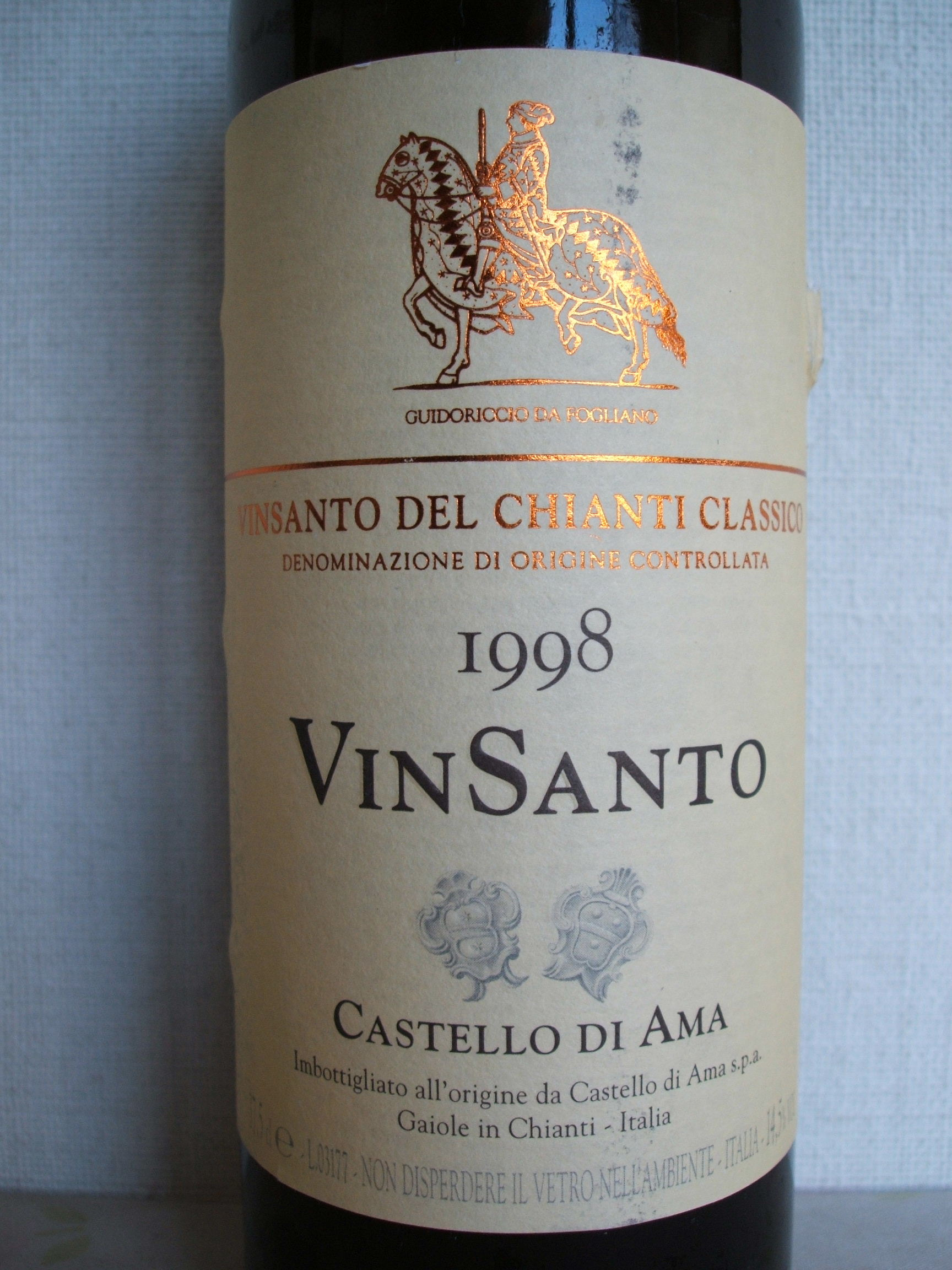
Bouteille de Vin Santo Chianti Classico DOC de Castello di Ama.

Il existe deux principales régions DOC qui couvrent la production de Vin santo dans la zone du Chianti. Le Vin Santo del Chianti DOC chevauche toute la zone du Chianti et comprend presque tous les types et niveaux de douceur du Vin santo produit en Toscane. La plupart du Vin santo vendu sur le marché international du vin est produit sous cette appellation DOC. Comme pour le vin Chianti rouge, plusieurs villages sont autorisés à ajouter leur nom sur l'étiquette du vin en tant que sous-zones. Ces sous-zones sont Rufina, Firenzuola, Colli-Fiorentini, Colli-Pisani, Colli-Aretini, Colli-Senesi et Montespertoli. Le Vin santo blanc doit avoir un degré d'alcool minimum de 16 % et est composé d'au moins 70 % d'assemblage de trebbiano et de malvasia avec d'autres cépages blancs locaux autorisés à constituer les 30 % restants. Le type Occhio di Pernice doit avoir un taux d'alcool minimum de 17 % et est composé de 50 à 100 % de sangiovese avec d'autres cépages blancs ou rouges locaux autorisés à constituer jusqu'à 50 % de la quantité restante. Les vins doivent être vieillis au moins 3 ans avant d'être commercialisés, les vins âgés d'au moins 4 ans pouvant être étiquetés en tant que Riserva.
Le Colli dell'Etruria Centrale DOC est situé dans les limites géographiques des zones du Chianti. Ce DOC est une appellation « fourre-tout » pour les types de vins alternatifs qui, autrement, ne seraient pas admissibles à quoi que ce soit au-dessus du type vin de table. Il existe trois types distincts de Vin santo qui peuvent être produits sous le label Colli dell'Etruria Centrale DOC, Occhio di Pernice, Abboccato et Amabile (également connu sous le nom de Secco). Le premier type, Occhio di Pernice, est un vin de type rosé pâle composé d'au moins 50 % de sangiovese avec un mélange de cépages locaux rouges et blancs autorisés à compléter les 50 % restants. Le vin doit avoir un degré d'alcool minimum d'au moins 10,5 % et avoir vieilli pendant au moins 3 ans avant sa sortie. Les types Amabile et Abboccato attribués à leur niveau de douceur, Abbocato désignant un style légèrement sucré (ou « demi-sec ») et Amabile désignant un vin plus sucré mais pas aussi sucré qu'un vin qui serait étiqueté comme Dolce. Ces vins doivent avoir un degré d'alcool minimum de 15 % et avoir vieilli au moins 3 ans avant d'être commercialisés. Si un Vin santo est vieilli pendant 4 ans, il est autorisé à être étiqueté comme vin de Riserva. Les vins Amabile et Abboccato doivent être composés d'au moins 70 % d'assemblage de trebbiano et de malvasia avec des cépages locaux autorisés à compléter les 30 % restants.

### DOC associés
Offida DOC dans les Marches : la région comprend 19 communes mais seulement deux sont autorisées à produire du Vin santo. Le vin doit avoir une teneur minimale en alcool de 12 % et avoir vieilli au moins 3 ans et demi avant sa sortie. Il doit être composé d'au moins 85 % de passerina, les 15 % restants provenant de cépages blancs locaux.
Trentino DOC est un grand DOC provincial couvrant toute la Province autonome de Trente. La sous-zone Vino santo (à ne pas confondre avec le vin Vin Santo) couvre la région de Valle dei Laghi, utilisant 100 % de raisins nosiola séchés à l'air jusqu'à 6 mois lorsqu'ils sont affectés par la pourriture noble. La vinification prend jusqu'à 3 ans pour atteindre 12-13 %. La plupart des producteurs vieillissent le vin pendant 7 à 10 ans, mais le minimum est de 3 ans.